# 塔沃拉家族事件

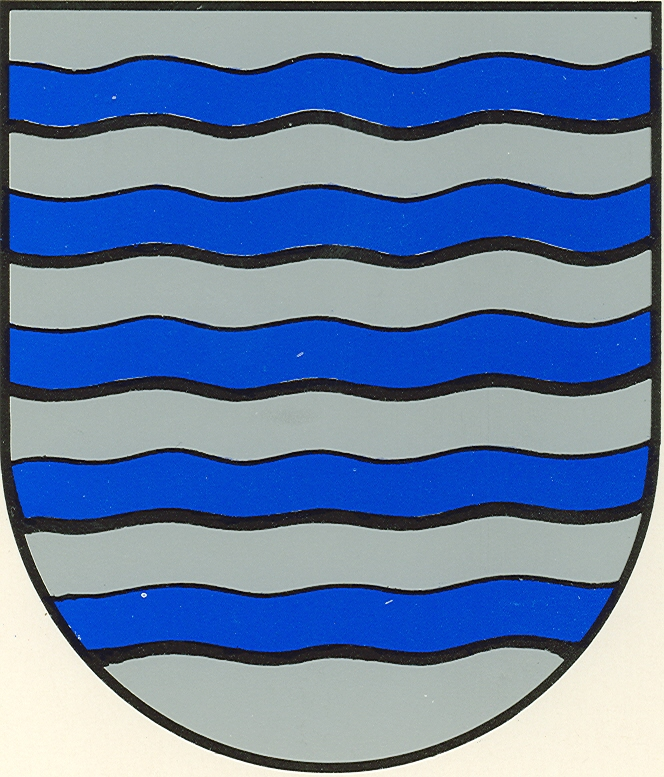
塔沃拉家族徽章

塔沃拉家族事件是18世纪葡萄牙宫廷中的一起政治丑闻。1758年，葡萄牙国王若泽一世遭遇暗杀未遂，随后引发了一系列事件，最终导致1759年整个塔沃拉家族及其亲属被公开处决。一些历史学家认为，这一事件是葡萄牙内政国务大臣塞巴斯蒂安·德·梅洛（后来的蓬巴尔侯爵）试图遏制旧贵族家族日益增长的权力所导致的。

## 背景
1755年11月1日，里斯本发生地震，摧毁了皇宫，葡萄牙国王若泽一世在市郊的阿茹达的一个帐篷区居住。这里是当时葡萄牙政治和社会生活的中心。国王生活在由内政国务大臣塞巴斯蒂安·德·梅洛领导的工作人员的周围，并有贵族成员也在这里。
内政国务大臣是一个刻薄的人，她是乡绅的儿子，对鄙视他的老贵族怀恨在心。他们之间经常发生冲突，国王对此也予以容忍，他信任内政国务大臣在地震后出色的领导能力。
国王若泽一世娶了西班牙的玛丽安娜·维多利亚，有四个女儿。尽管有一个幸福的家庭生活(国王爱他的女儿们，喜欢和他们一起玩耍，带他们去大自然散步)，若泽一世有一个最喜欢的情妇:特蕾莎·莱昂纳尔，她是路易斯·贝尔纳多的妻子，塔沃拉家族的继承人。
路易斯•贝尔纳多的父母莱昂纳尔•托玛西亚•德塔沃拉侯爵夫人和她的丈夫弗朗西斯科•阿西斯，也就是曾经的印度总督，是葡萄牙最强大的家族之一。他们与阿威罗、卡达瓦尔和阿洛纳家族有亲戚关系。他们也是塞巴斯蒂安·德·梅洛的死敌。塔沃拉的莱昂纳尔在政治上很有影响力，专注于王国的事务，在她看来，塞巴斯蒂昂是一个没有受过教育的暴发户。她也是一位虔诚的天主教徒，与耶稣会有着密切的联系，包括她的私人忏悔神父加布里埃尔·马拉格里达也是耶稣会成员。

## 暗杀企图

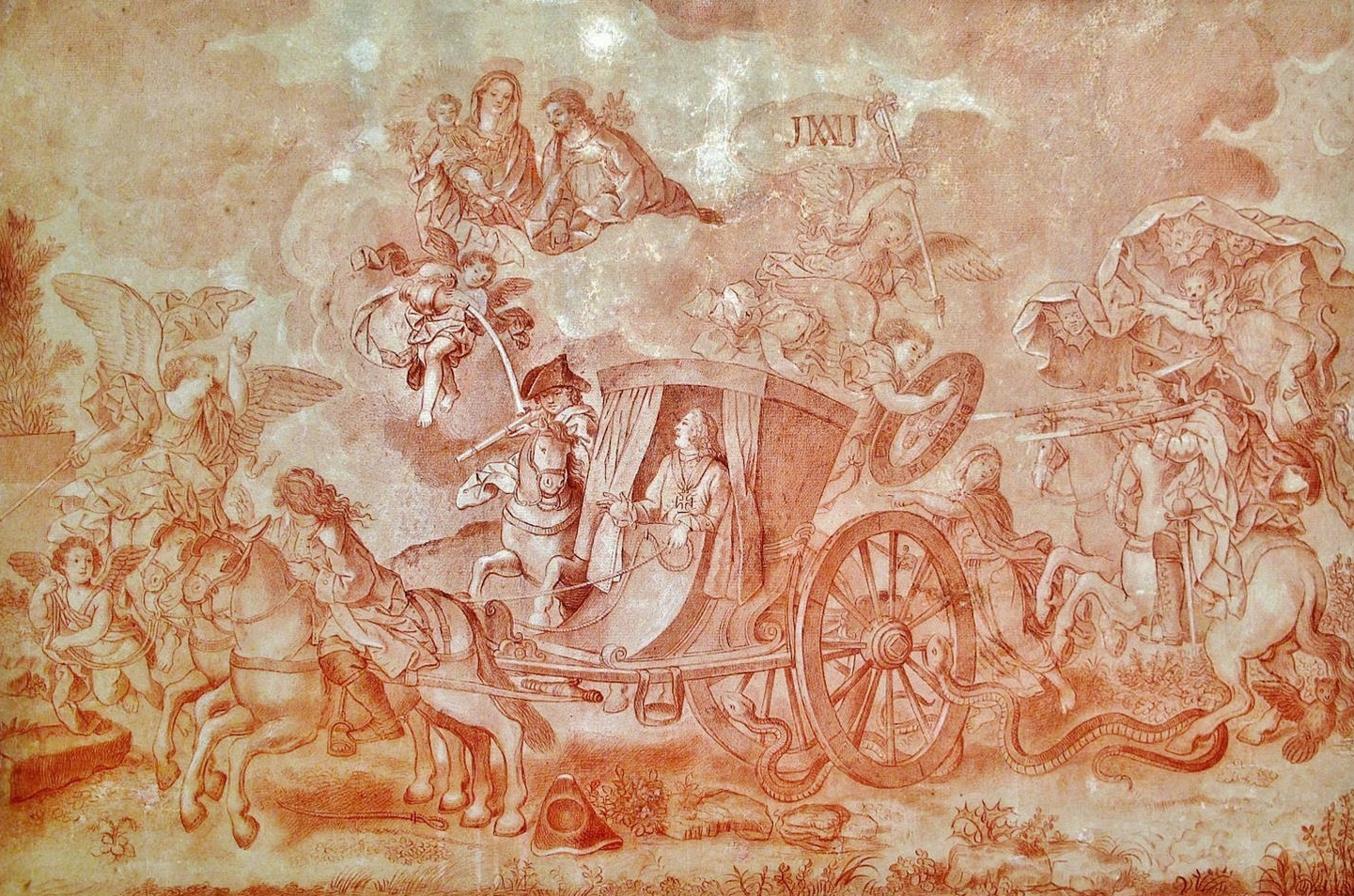
攻击若泽一世

1758年9月3日晚，若泽一世坐在一辆没有标记的马车上，行驶在里斯本郊区一条偏僻的二级公路上。国王和他的情妇度过了一个晚上，正回到阿茹达的帐篷里。在路上的某个地方，有两三个人拦截了马车，向里面的人开枪。若泽一世手臂中枪，他的司机也受了重伤，但两人都活了下来，并被送回了阿茹达。
塞巴斯蒂安·德·梅洛控制了局面。为了掩盖袭击和国王的伤势，他迅速展开了调查。几天后，两名男子因开枪而被捕并受到酷刑。这些人承认了自己的罪行，并表示他们是在听从塔沃拉家族的命令，他们正密谋把阿威罗公爵推上王位。第二天，甚至在弑君未遂被公布于众之前，这两人就被绞死了。

## 逮捕，审判和判决
在接下来的几个星期里，塔沃拉的莱昂纳尔侯爵夫人、她的丈夫阿尔沃尔伯爵以及他们所有的儿子、女儿和孙子都被关进了监狱。据称的同谋者阿威罗公爵和塔沃拉夫妇的女婿阿洛纳侯爵和阿图古亚伯爵和他们的家人被逮捕。塔沃拉的莱昂纳尔的耶稣会忏悔神父加布里埃尔·马拉格里达也被逮捕。

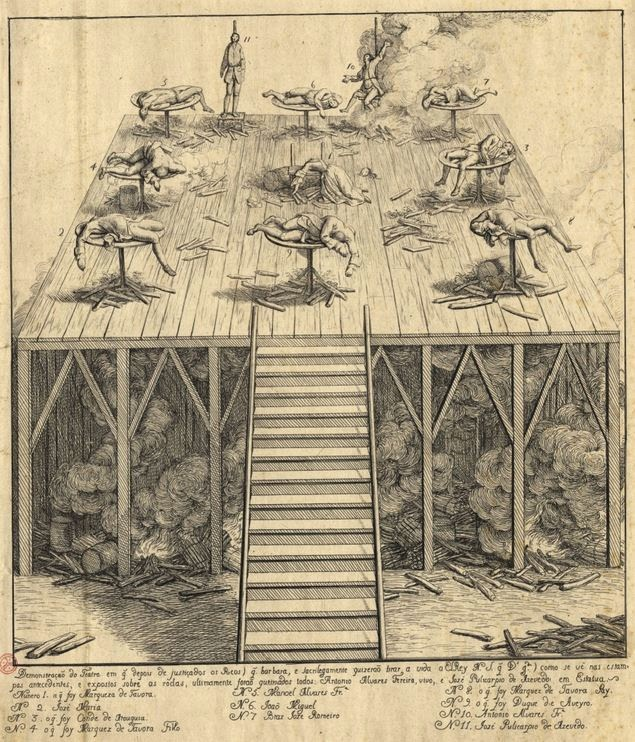
处决塔沃拉家族

他们都被控叛国罪和弑君未遂罪。在普通审判中提供的证据很简单:a)被处决的刺客的供词;b)属于阿威罗公爵的凶器;(c)假定只有塔沃拉家族知道国王那天晚上的行踪，因为国王和特蕾莎·莱昂纳尔(她也被捕了)说这件事。塔沃拉家族否认了所有指控，但最终被判处死刑。他们的财产被王室没收，他们在里斯本的宫殿被毁，土地被盐渍，他们的名字从贵族的头衔上消失，他们的纹章也被取缔。
最初的判决命令处决包括妇女和儿童在内的整个家庭。王后玛丽安娜和王位继承人玛丽亚的介入挽救了他们中的大部分人。
然而侯爵夫人并没有幸免。其他被判处死刑的被告于1759年1月13日在里斯本附近的田野上被公开拷打并处决。国王带着困惑不解的朝廷出席了。塔沃拉家族是他们的同辈和亲属，但塞巴斯蒂安·德·梅洛想要让他们家族永远受到耻辱。然后，他在塔沃拉家族的土地上上撒盐，以防止植物以后生长。直到今天，在这个地方还保留着一条叫做盐土巷的小巷，在它的角落里立着一个耻辱纪念石柱，上面的铭文在齐腰以下，这种安排有效地将纪念石柱变成了一个受欢迎的公共小便的场所。纪念碑上的铭文写着:在这个地方，若泽·马斯卡伦纳斯的房子被夷为平地，用盐撒在上面，他被剥夺了阿威罗公爵和其他的头衔，这些人在1759年1月12日最高法院宣布的判决中被定罪。在1758年9月3日晚上，一场最野蛮、最令人憎恶的暴动的主谋之一被送上了法庭。在这片臭名昭著的土地上，永远都不能建造任何东西。

## 后续

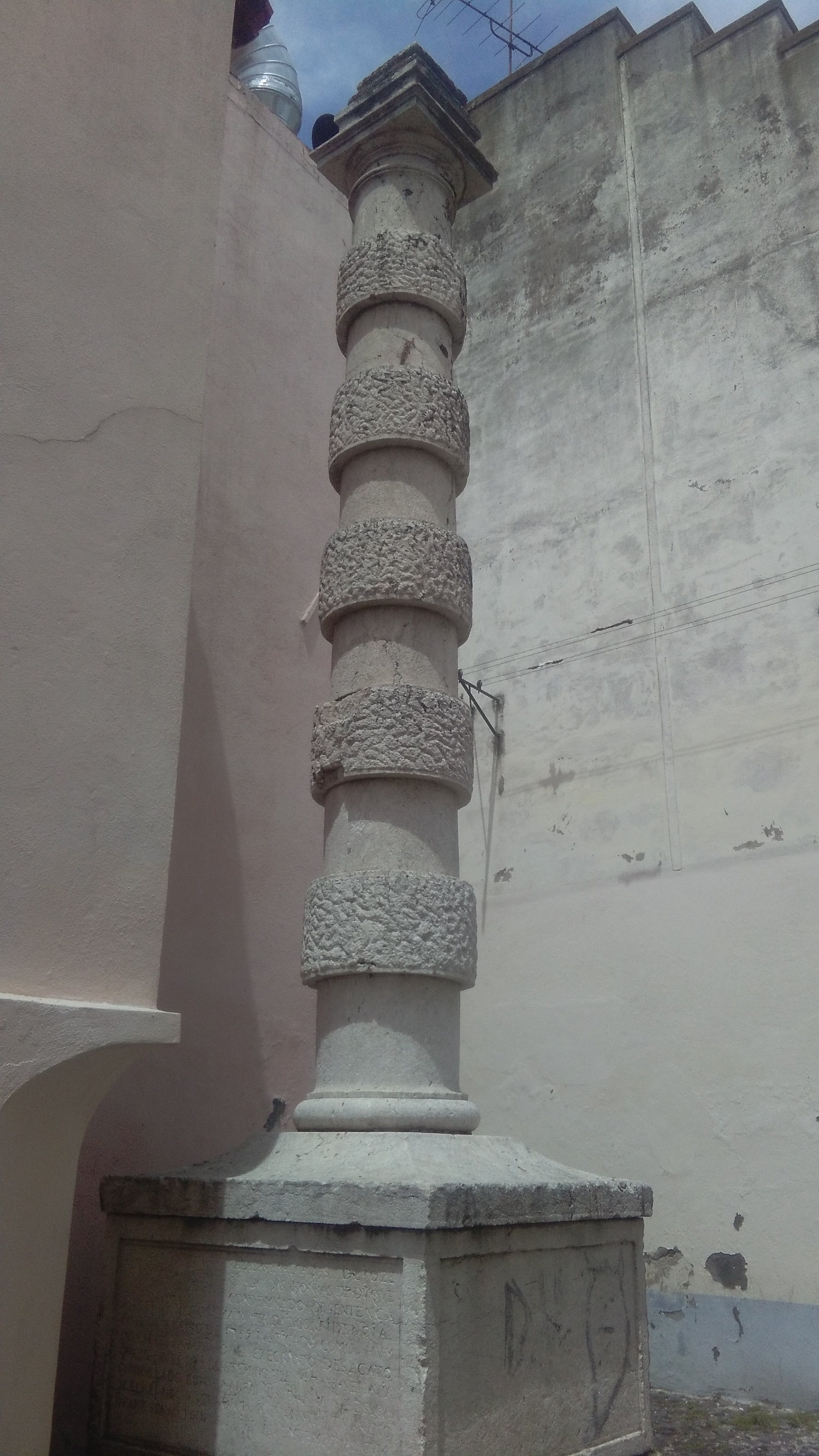
位于贝伦区的纪念石柱

加布里埃尔·马拉格里达于1761年9月被烧死在火刑柱上，同年耶稣会被宣布为非法。所有的财产被没收，所有的耶稣会士被驱逐出葡萄牙的领土，包括欧洲本土和殖民地。
阿洛纳家族和阿维罗公爵的女儿们被判处在各修道院执行终身监禁。
塞巴斯蒂安·德·梅洛因其处理此事的能力而被加封为奥埃拉什子爵，后来，在1770年，他被晋升为庞巴尔侯爵，这就是他今天为人所知的名字。

## 讨论
时至今日，葡萄牙历史学家仍在争论塔沃拉家族是否有罪。一方面，贵族与国王之间的紧张关系是有据可查的。由于缺少王位的男性继承人，大多数人都很不高兴，事实上，阿维罗公爵可能是王位的继承人。
另一方面，一些人提到了一个巧合:随着塔沃拉和耶稣会的定罪，所有与塞巴斯蒂安·德·梅洛的敌人都消失了，贵族也被驯服了。总之，塔沃拉家族的辩护人认为，谋杀若泽一世的企图可能是公路强盗的随机袭击，因为国王在危险的里斯本公路上没有任何守卫。另一个证明塔沃拉家族可能是无辜的线索是，在袭击发生后的几天里，塔沃拉家族及其盟友都没有试图逃离葡萄牙。